# Sarah Caron
Pour les articles homonymes, voir Caron.
Sarah Caron est une photojournaliste française née en 1972 à Aix-en-Provence.
Journaliste indépendante, son activité se partage entre commandes pour la presse française et internationale et projets au long cours sur Cuba, les immigrés clandestins, les rituels de veuvage ou plus récemment la mode.

## Biographie
Sarah Caron est née à Aix-en-Provence. Adolescente, elle se destine à devenir danseuse de ballet. Elle choisit la voie de la photographie après avoir découvert le travail de Cristina García Rodero durant son master en civilisation espagnole et latino-américaine.
Elle commence sa carrière en 1994 en photographiant Cuba en pleine crise des balseros. Indépendante pour l’agence Gamma, ses clichés sont exposés à la Primavera fografica de Barcelone, à la galerie Fnac et au festival Arrêt sur l'image.
Depuis, Sarah Caron ne cesse de voyager. Son reportage L’exil des veuves blanches du nord de l’Inde est exposé au festival Visa pour l’image de Perpignan en 1999. C’est le début d’un long projet qu’elle poursuivra en Bosnie-Herzégovine, puis au Cameroun.
En 2000 elle participe à la commande du Ministère de la Culture, La Jeunesse en France en l’an 2000, présentée à Paris à Moscou et à Rio de Janeiro.
Elle travaille en tant que journaliste indépendante pour l’agence Hans Lucas et est représentée par la galerie Hegoa à Paris,.

## Publications
- Odyssée Moderne, 2004
- Pakistan – Land of the pure, 2010
- Pakistan à vif, 2010
- Movida Massala, 2015
- Le pays des purs, 2017

## Expositions majeures
- 1999 : Festival Visa pour L’image de Perpignan – L’exil des veuves blanches du nord de l’Inde
- 2008 : Alliance Française de New-York (FIAF) – Itinerrance[5]
- 2009 : Festival Visa pour l’image – Talibanistan
- 2012 : Zoom Festival Chicoutimi Canada
- 2012 : Musée de la photographie André Villers à Mougins – Rétrospective[6]
- 2013 : Festival Visa pour L’image – Femmes pachtounes : des êtres de second rang
- 2015 : Musée d'Histoire et d'Immigration de Paris
- 2016 : Alliance Française Cuba – Entre dos tiempos
- 2017 : Zoom Photo Festival 2017 – Kalash de l'HinduKush
- 2017 : Festival Visa pour L’image – Inchallah Cuba !
- 2020 : Les derniers Mohana

## Récompenses
- 2000 : World Press Photo Joop Swart Masterclass[7]
- 2006 : Getty Award de la Getty Foundation
- 2012 : Prix Canon-AFJ de la femme photojournaliste
- 2017 : Days Japan International Photojournalism Award : prix spécial du jury[8]